# Liste der Pfarren im Dekanat Wolfsberg
Das Dekanat Wolfsberg ist ein Dekanat der römisch-katholischen Diözese Gurk.

## Pfarren mit Kirchengebäuden
| Ort                           | Patrozinium                               | Kirchengebäude | Bild |
| Forst                         | Hl. Johannes der Täufer                   | Pfarrkirche Forst |      |
| Kamp                          | Hl. Nikolaus                              | Pfarrkirche Kamp |      |
| Prebl                         | Hl. Martin                                | Pfarrkirche Prebl Filialkirche Gräbern |      |
| Preitenegg                    | Hl. Nikolaus                              | Pfarrkirche Preitenegg Filialkirche Waldenstein |      |
| Reichenfels                   | Hl. Jakobus der Ältere                    | Pfarrkirche Reichenfels Filialkirche Sommerau, Privatkapelle ”Zöhrerkapelle” Maria Heimsuchung |      |
| St. Gertraud im Lavanttal     | Hl. Gertraud                              | Pfarrkirche St. Gertraud im Lavanttal |      |
| St. Leonhard im Lavanttal     | Hl. Leonhard                              | Pfarrkirche St. Leonhard im Lavanttal Filialkirche St. Kunigund, Filialkirche Kliening |      |
| St. Marein                    | Mariä Himmelfahrt und Hl. Maria Magdalena | Pfarrkirche St. Marein im Lavanttal Filialkirche Reisberg St. Peter und Paul, Filialkirche Reisberg St. Kunigunde, Filialkirche Siegelsdorf, Filialkirche St. Thomas                                                                                              |      |
| St. Margarethen bei Wolfsberg | Hl. Margareta                             | Pfarrkirche St. Margarethen im Lavanttal Filialkirche Preims |      |
| St. Michael bei Wolfsberg     | Hl. Michael                               | Pfarrkirche St. Michael bei Wolfsberg Filialkirche Aichberg, Filialkirche Lading, Kapelle im Schloss Himmelau |      |
| St. Peter im Lavanttal        | Hll. Peter und Paul                       | Pfarrkirche St. Peter im Lavanttal |      |
| St. Stefan im Lavanttal       | Hl. Stephanus                             | Pfarrkirche St. Stefan im Lavanttal Filialkirche Rieding |      |
| Schiefling im Lavanttal       | Hl. Ägidius                               | Pfarrkirche Schiefling im Lavanttal Filialkirche Twimberg |      |
| Theißenegg                    | Hl. Magdalena                             | Pfarrkirche Theißenegg |      |
| Wolfsberg                     | Hl. Markus                                | Pfarrkirche Wolfsberg Filialkirche St. Jakob, Filialkirche St. Johann, Filialkirche Krankenhauskapelle, Filialkirche Altenheimkapelle, Filialkirche Dreifaltigkeitskirche, Filialkirche St. Thomas, Rektoratskirche Mariä Himmelfahrt (ehemalige Kapuzinerkirche) |      |

## Dekanat Wolfsberg
Das Dekanat Wolfsberg umfasst 15 Pfarren.
Mit 1. September 2012 wurde das Dekanat St. Leonhard dem Dekanat Wolfsberg zugeteilt.

## Dechanten
- 2012–2018 Engelbert Hofer, Pfarrer von Wolfsberg
- seit 2018 Martin Edlinger, Provisor in St. Leonhard im Lavanttal und Schiefling im Lavanttal[1]